# Pikkelyes férgek
A  pikkelyes férgek (Polynoidae) a gyűrűsférgek (Annelida) állattörzs soksertéjűek (Polychaeta) osztályának egyik családja. Testüket – csakúgy mint az Aphroditidae család fajait – elytrumok borítják. A Harmothoe nem tagjai ragadozók, más polychaeták járataiban élnek.